# Resazurina
A resazurina (7-hidroxi-3H-fenoxazina-3-ona 10-óxido) é um corante azul, fracamente fluorescente, redutível a resorufina, um corante rosa com altíssima fluorescência em vermelho. É usado como um indicador de oxirredução em ensaios de viabilidade celular para células bacterianas e de mamíferos assim como para medir respiração aeróbica e trocas na zona hiporreica em córregos. É disponível comercialmente, normamelmente, como um sal de sódio.
A solução de reszurina possui um dos maiores valores conhecidos do índice de dicromatismo de Kreft. Isso significa que há uma grande mudança no matiz percebida quando a espessura ou concentração da amostra aumenta ou diminui.

## Ensaios de viabilidade celular
A resazurina foi usada pela primeira vez para quantificar o conteúdo bacteriano no leite por Pesch e  Simmert em 1929. É utilizado atualmente também como um indicador de viabilidade celular de células de mamífero em cultura.
Ensaios baseados em resazurina apresentam excelente correlação com ensaios de referência, como os ensaios baseados em formazan (MTT/XTT) e técnicas baseadas em timidina tritiada, sendo mais fácil e seguro de utilizar. Ele também permite estudos mais longos (pois é pouco tóxico), e funciona para células aderentes, bactérias e fungos. Além das aplicações padrão em ensaios de cultura celular (contagem e proliferação de células) e testes de citotoxicidade, ela pode ser multiplexada também com diversos ensaios quimioluminescentes, como ensaios de citocinas, de caspase (para medir apoptose) e ensaios repórters para medir a expressão de um gene ou proteína. A reação irreversível deresazurina a resorufina é proporcional à respiração aeróbica.

## Outras aplicações
A resazurina é efetivamente reduzida nas mitocôndrias, o que torna-a útil para estudar a atividademetabólica mitocondrial.
Normalmente, na presença de NADPH dehidrogenase ou NADH dehidrogenase como enzima, NADPH ou NADH são os redutores que convertem resazurina a resorufina. Sendo assim, o sistema resazurina/diaforase/NADPH pode ser usado para detectar os níveis de NADH, NADPH, ou diaforase, assim como qualquer atividade bioquímica ou enximática que envolva uma reação que gere NADH ou NADPH.
Resazurina pode ser usada para medir L-Glutamato também, com sensitividade de 2.0 pmol por poço.
A resazurina é utilizada para medição de respiração aeróbica em córregos Como a maior parte da respiração aeróbica ocorre no leito do rio, a conversão de resazurina a resorurfina também pode representar a dimensão da troca entre a coluna de água e o leito do córrego.

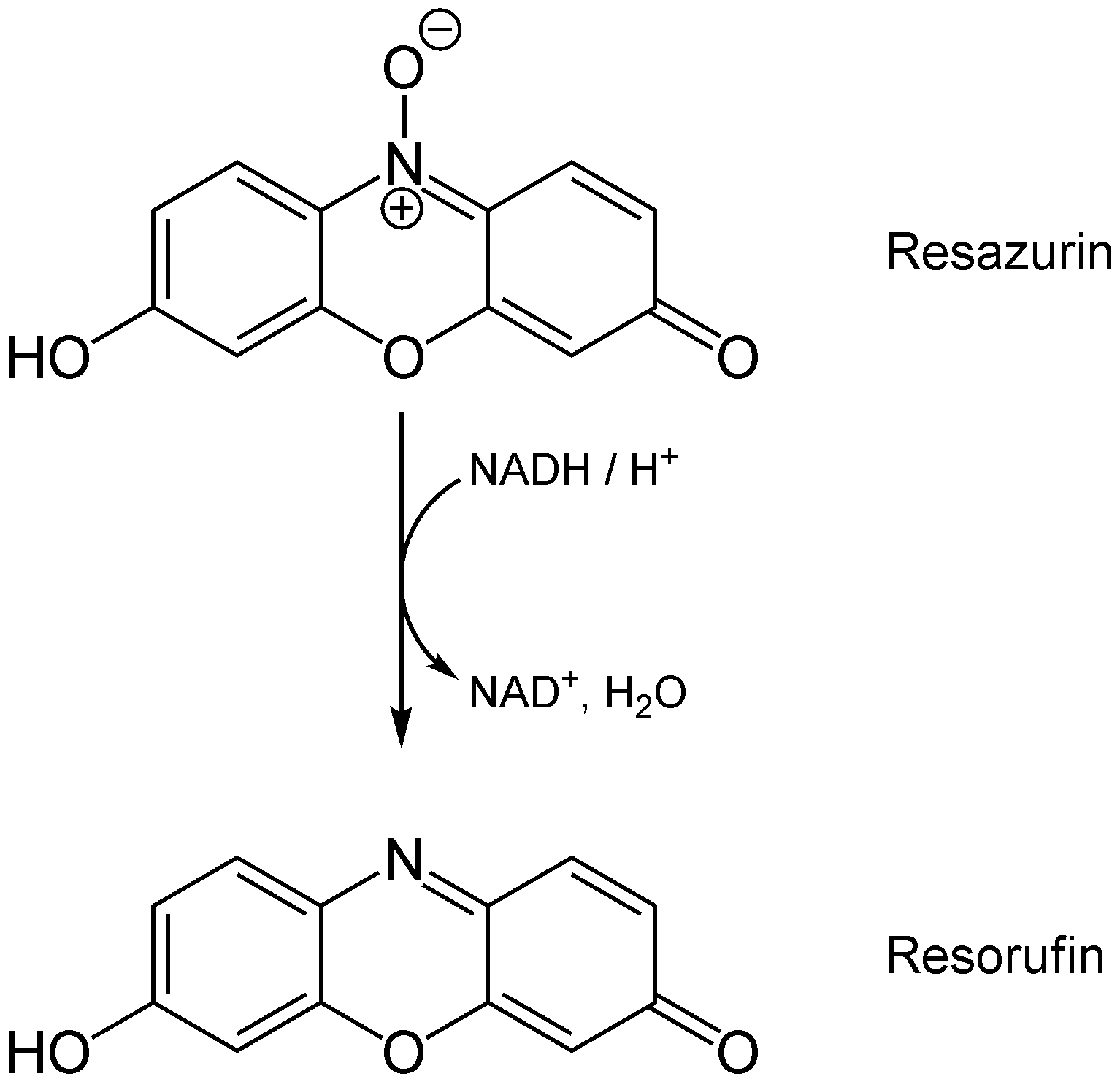
Redução de resazurina a resorufina em células vivas (com NADH)

## Síntese
A resazurina é preparada através de condensação catalisada por ácido de resorcinol e 4-nitrosoresorcinol seguida por oxidação do intermediário com óxido de manganês (IV):
O tratamento do produto da reação final com carbonato de sódio gera o sal sódico de resazurina, que é a forma comercial típica do composto. A condensação em álcool também é possível, mas apresenta rendimento menor, não ocorrendo em níveis satisfatórios em água ou ácido acético